# Wojciech Kolm
Wojciech Zdzisław Kolm (ur. 31 sierpnia 1959 w Tczewie) – polski niezależny biskup starokatolicki (episcopus vagans, biskup-tułacz), proboszcz niezależnej parafii Zmartwychwstania Pańskiego w Wojcieszowie. Były duchowny Kościoła Starokatolickiego w Rzeczypospolitej Polskiej, w latach 1996–2006 i 2017 zwierzchnik tego Kościoła. Dwukrotnie skazany sądownie za molestowanie seksualne nieletnich.
Dzięki jego zabiegom państwo polskie po ponad 30 latach ponownie zarejestrowało Kościół Starokatolicki w RP. 

## Życiorys

### Wstęp
Urodził się jako rzymski katolik i był nowicjuszem w zgromadzeniu orionistów, został jednak z niego usunięty. Następnie rozpoczął pracę jako wychowawca młodzieży w Warszawie. Niedługo potem postanowił związać się z Polskim Kościołem Starokatolickim, gdzie przyjął 11 kwietnia 1993 r. święcenia prezbiteriatu z rąk bp. Marka Jana Kordzika.

### Wybór na Zwierzchnika Polskiego Kościoła Starokatolickiego
8 stycznia 1994 roku Synod Diecezji Pomorskiej Polskiego Kościoła Starokatolickiego zadecydował o swojej autokefalii, na swojego zwierzchnika wybrał ks. Wojciecha Kolma. Z czasem pozostałe parafie również uznały nowego lidera, a ówczesny zwierzchnik, abp Piotr Bogdan Filipowicz, przeszedł na emeryturę i osiadł w rodzinnych Koluszkach. 1 kwietnia 1996, biskup – elekt dokonał wpisu zarządzanej przez siebie wspólnoty do rejestru kościołów i innych związków wyznaniowych Ministerstwa Spraw Wewnętrznych pod nazwą Kościół Starokatolicki w Rzeczypospolitej Polskiej. Zamieszkał w Markach, gdzie w swoim domu urządził kaplicę katedralną. 

### Sakra biskupia i współpraca międzywyznaniowa
11 listopada 1999 przyjął sakrę biskupią z rąk arcybiskupa Kościoła Zakonu Mariawitów w Niemczech, Norberta Szuwarta, niezależnego biskupa mariawickiego Jana Plichty i polskokatolickiego duchownego, który zrzekł się władzy biskupiej w Polskim Kościele Starokatolickim – Henryka Marciniaka. W ten sposób zerwał pochodzącą od Polskiego Narodowego Kościoła Katolickiego sukcesję apostolską.
W 2000 roku doprowadził do zawarcia przez Kościół interkomunii z anglokatolickim Kościołem Starokatolickim Diecezji Anglikańskiej w Newcastle upon Tyne, a następnie udzielił ks. Krzysztofowi Rogersonowi sakry biskupiej.

### Procesy karne i zdeponowanie z urzędu Zwierzchnika Kościoła Starokatolickiego w Rzeczypospolitej Polskiej
Na początku 2003 roku Wojciech Kolm został aresztowany w Jeleniej Górze pod zarzutem udziału w zorganizowanej grupie pedofilów działającej na Dworcu Centralnym w Warszawie. W 2006 wyrokiem Sądu Kościelnego bp Wojciech Kolm został deponowany z urzędu zwierzchnika Kościoła Starokatolickiego w RP i ekskomunikowany. W uzasadnieniu usunięcia biskupa z Kościoła wskazano, że popełnił wiele przestępstw na szkodę dobrego imienia tej wspólnoty oraz że działał niezgodnie z jej doktryną. Zastąpił go jedyny w tym czasie bp Marek Kordzik. Po wykluczeniu ze stanu duchownego Wojciech Kolm przeniósł się do Wojcieszowa i zajął się zarządem fikcyjnego pensjonatu Dom Pogodnej Jesieni Adalbertus. W miejscowości ukrywał swoją tożsamość pod pseudonimem ksiądz Patryk. Wyrok Sądu Kościelnego Kościoła Starokatolickiego w Rzeczypospolitej Polskiej budzi do dziś wiele kontrowersji, między innymi ze względu na zróżnicowane zeznania świadków przesłuchiwanych podczas posiedzenia Sądu Kościelnego. Ewenementem jest to, iż wydany wyrok został uprawomocniony bez przesłuchania oskarżonego, co stanowi podstawę do tego by uznać ten wyrok za nieważny.
14 września 2007 Sąd Rejonowy w Wołominie skazał go na 6 lat więzienia. Podczas procesu wyszło na jaw, że w latach 1994–2000 Wojciech Kolm współżył z czterema piętnastoletnimi chłopcami. 1 lutego 2008 Wojciech Kolm został ponownie aresztowany za przestępstwa obyczajowe pod zarzutem molestowania gimnazjalisty z Wojcieszowa. Za wielokrotne doprowadzenie chłopca do obcowania płciowego w zamian za korzyści materialne, 16 czerwca 2008 Wojciech Kolm został skazany dodatkowo na rok więzienia. W roku 2011 Wojciech Kolm zakończył odbywanie kary i opuścił więzienie.

### Powrót do Kościoła Starokatolickiego w Rzeczypospolitej Polskiej
Od 2016 roku ponownie uczestniczy w życiu Kościoła Starokatolickiego w RP jako biskup. Jest proboszczem parafii Zmartwychwstania Pańskiego w Wojcieszowie. 18 września 2016 roku uczestniczył wraz z władzami samorządowymi w obchodach 200-lecia założenia miasta Aleksandrów Łódzki, gdzie znajdowała się do października 2016 roku katedra starokatolicka.
14 stycznia 2017 roku uczestniczył w III Nadzwyczajnym Synodzie Kościoła Starokatolickiego w Łodzi. Został Przewodniczącym Komisji do spraw Zmian w Prawie Wewnętrznym Kościoła. Podczas Nadzwyczajnego Synodu Kościoła Starokatolickiego podjęto uchwałę, która unieważniła wyrok Sądu Kościelnego względem ks. bp. Wojciecha Kolma, stwierdzając poważne uchybienia względem samego wyroku oraz przebiegu procesu, przez co z mocy prawa unieważniono wszystkie decyzje podjęte przez zmarłego ks. Kordzika. Jednocześnie, niezgodnie z prawem, dokonano wyboru na Zwierzchnika ks. Artura Wiecińskiego. W wyniku tej decyzji Wojciech Kolm konsekrował 22 lipca 2017 r. ks. Wiecińskiego na biskupa Kościoła. 4 marca 2017 roku bp Kolm udzielił także święceń kapłańskich diakonatu dwóm klerykom: Piotrowi Janowskiemu i Waldemarowi Majowi, zaś 17 czerwca 2017 r. – święceń prezbiteratu dk. mgr Grzegorzowi Wyszyńskiemu, doktorantowi teologii starokatolickiej Chrześcijańskiej Akademii Teologicznej w Warszawie.

## Kryzys administracyjny Kościoła i kontrowersje wobec dualizmu na urzędzie Zwierzchnika Kościoła
We wrześniu 2017 roku dokonano analizy prawnej statusu prawnego urzędu Zwierzchnika Kościoła, ks. bpa Artura Wiecińskiego. Duchowieństwo poddając analizie prawnej stan faktyczny styczniowego wyboru, uznali, iż wybór jest nieważny, ze względu na zachodzący dualizm na stanowisku Zwierzchnika. Na prośbę Kościoła prawnicy przygotowali opinię prawną, która podtrzymała przedstawione przez prezbiterium fakty.
W czasie kryzysu administracyjnego, duchowieństwo z ks. bpem Wojciechem Zdzisławem Kolmem na czele, zwołało na 19 listopada 2017 r. kolejny, Nadzwyczajny Synod Kościoła. Na tymże Synodzie, bp Wojciech Zdzisław Kolm złożył oficjalnie urząd Zwierzchnika Kościoła Starokatolickiego w Rzeczypospolitej Polskiej. W tajnym głosowaniu, podczas I sesji, większością głosów, wybrany na Zwierzchnika Kościoła Starokatolickiego w Rzeczypospolitej Polskiej został ks. mgr Dariusz Majewski, magister teologii Wydziału Teologii Akademii Teologii Katolickiej (dzisiaj UKSW). Opinia prawna wraz z uchwałami ze styczniowych i listopadowych obrad Synodu została przedłożona w Ministerstwie Spraw Wewnętrznych i Administracji.
29 grudnia 2017 roku Departament Wyznań MSWiA dokonał aktualizacji rejestru Kościołów i związków wyznaniowych. W wyniku podjętej kilka miesięcy wcześniej interwencji prawnej przez bpa Wojciecha Zdzisława Kolma, MSWiA stwierdziło, że:
1. wybór ks. abpa Artura Roberta Wiecińskiego jest z mocy samego prawa nieważny, ze względu na fakt, iż w momencie podejmowania uchwały o jego wyborze, urząd Zwierzchnika Kościoła był obsadzony przez ks. bpa Wojciecha Zdzisława Kolma.
2. potwierdził stanowisko IV Nadzwyczajnego Synodu Kościoła Starokatolickiego w Rzeczypospolitej Polskiej odnośnie do ks. abpa Artura Roberta Wiecińskiego i potwierdził wybór ks. mgra Dariusza Majewskiego na urząd Zwierzchnika Kościoła Starokatolickiego w Rzeczypospolitej Polskiej.

Mając świadomość, skutków prawnych jakie wywołuje powyższe stanowisko, w szczególności w kontekście działań podejmowanych przez ks. bpa Marka Kordzika oraz ks. bpa Artura Wiecińskiego, DWRMNiE (Departament Wyznań Religijnych oraz Mniejszości Narodowych i Etnicznych) zaproponował Kościołowi pomoc i współpracę w kwestii dostosowania statusu prawnego Kościoła jako całości oraz jego jednostek organizacyjnych do przepisów powszechnie obowiązujących oraz statutu Kościoła.
Bp Wojciech Zdzisław Kolm w grudniu 2017 wycofał się z działalności eklezjalnej i przestał być duchownym Kościoła Starokatolickiego w Rzeczypospolitej Polskiej.